# Papilio lamarchei
Papilio lamarchei là một loài bướm thuộc họ Bướm phượng (Papilionidae). 
Loài Papilio lamarchei được mô tả năm 1892 bởi Staudinger. Loài bướm Papilio lamarchei sinh sống ở .

## Hình ảnh

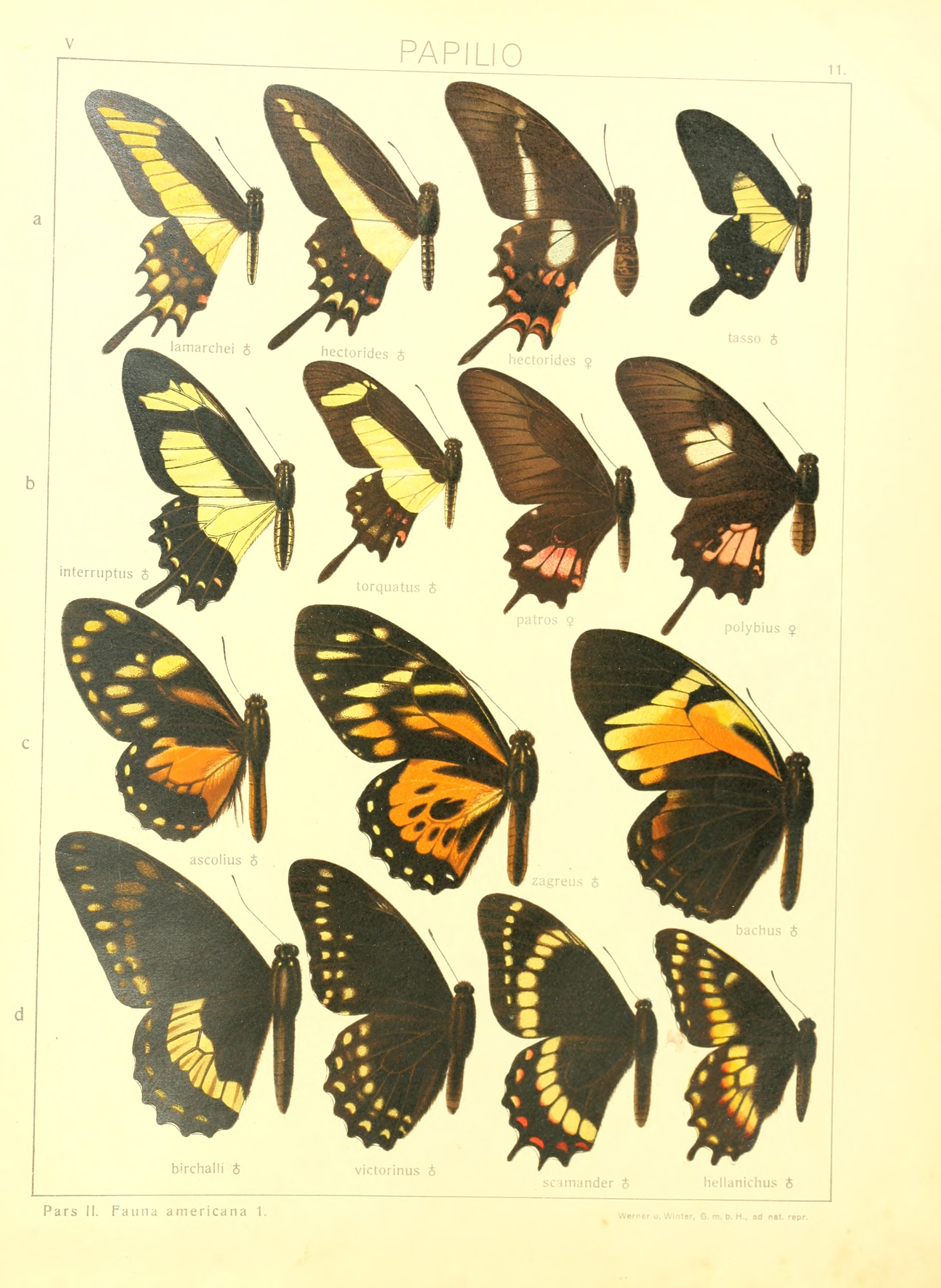